# Kobylanka (dopływ Żegliny)
Kobylanka – struga, prawostronny dopływ Żegliny o długości 12,01 km
Struga wypływa w okolicach wsi Redzeń Pierwszy, położonej w okolicach Burzenina w województwie łódzkim. Płynąc w kierunku północnym mija z prawej strony wieś Chojne, po czym zmienia kierunek na północno-zachodni i od północy opływa wieś Wiechucice. Po minięciu wsi, po około jednym kilometrze, wpada do Żegliny.